# Wehrhafte Schweiz (1939)
Wehrhafte Schweiz ist ein halbdokumentarischer Schweizer Kinofilm mit Spielhandlung aus dem Jahre 1939 von Hermann Haller. Er steht ganz im Sinne der Geistigen Landesverteidigung und war eine direkte Reaktion auf die politischen Ereignisse in Mitteleuropa 1938/39 (Anschluss Österreichs, Münchner Abkommen mit nachfolgender Annexion des Sudetenlandes, so genannte Zerschlagung der Rest-Tschechei, Italienische Besetzung Albaniens).

## Inhalt
Die Schweiz im letzten Friedensjahr. „1939 ist das Jahr der geistigen Mobilmachung: Das Land bereitet sich moralisch auf einen Krieg vor, den man für unabwendbar hält, haben doch die Diktaturen andere Kleinstaaten wie die Tschechoslowakei und Albanien – nach Leugnung ihrer Eigenständigkeit – einfach ‘geschluckt‘“, wie Hervé Dumont seine Analyse von der Idee einer „Geistigen Landesverteidigung“ kurz vor Beginn des Zweiten Weltkriegs beginnt. In diesem zeitlichen wie politischen Umfeld ist dieser Film angesiedelt:
Ein Militärdefilee marschiert zu Posaunenklängen durch eine Schweizer Kleinstadt, mit der Absicht, den patriotischen Geist zu stärken und den Nationalstolz zu fördern. Die Einwohner eilen an ihre Fenster, um dem Vorbeimarsch beizuwohnen. Der ortsansässige Lehrer will ebenfalls seinen nationalen Beitrag leisten und bringt seinen Schülern die Geschichte der Eidgenossenschaft bei. In öffentlichen Veranstaltungen werden Vorträge gehalten und Filmvorführungen veranstaltet, die nur einer Idee dienen sollen: Der Bevölkerung die unabdingbare Notwendigkeit eines Schulterschlusses zwischen dem Schweizer Volk und seiner Armee klarzumachen. Die Jugend wird, dem deutschen Vorbild nicht ganz unähnlich, mit gezielter Sportertüchtigung, dem Lesen von Landkarten und Schiessübungen auf einen möglichen Waffengang vorbereitet.
In den Dörfern und Städten stellt die Bevölkerung zahlreiche Gruppierungen zusammen, die sich im Angriffsfall ganz auf die Verteidigung einzelner Heimatbereiche konzentrieren sollen. Frauen nehmen an so genannten „Samariterkursen“ teil und sollen die Versorgung kriegsversehrter Schweizer Männer sicherstellen. Aus dem Schweizer Zivilisten wird ein aufrechter Soldat, bereit, sein Leben für den Schutz der Heimat einzusetzen. Die Grenzen werden befestigt und durch neue Soldaten verstärkt. In einer benachbarten Kaserne wird die Truppe mit dem Umgang neuer, in der Schweiz hergestellter Waffen vertraut gemacht. Schliesslich spricht ein Feldprediger pathetische Worte, denen Zivilisten wie Soldaten andächtig lauschen. Dann wird die Nationalhymne gespielt. Die Botschaft ist unmissverständlich: Die Schweiz ist wehrhaft geworden!

## Produktionsnotizen
Wehrhafte Schweiz entstand für kostengünstige 137.000 Schweizer Franken in den letzten grossen Krisenmonaten vor Kriegsausbruch im September 1939: Gedreht wurde von März bis Juli 1939 in den Ateliers der "Tonfilm Frobenius A. G." bei Münchenstein sowie in allen Landesteilen der Schweiz (Aussenaufnahmen). Die Uraufführung fand gut dreieinhalb Wochen vor Kriegsbeginn, am 9. August 1939, im Zürcher Rex-Kino statt. In der Welsch-Schweiz feierte der Film seine Premiere am 5. April 1940 in Lausanne und Genf.
Für den deutschen Kamera-Veteran Werner Brandes war Wehrhafte Schweiz sein erster Film im Schweizer Exil. Regisseur Hallers jüngerer Bruder Werner Haller (1914–1943), der bei einem Luftangriff auf Berlin ums Leben kam, arbeitete hier als Aufnahmeleiter. Beider Vater Jakob Haller, ein Architekt, entwarf die Filmbauten. Lukas Ammann gab hier sein Filmdebüt.
Über den Film wurde von der Schweizer Militärzensur nach Kriegsausbruch ein Exportverbot verhängt.

## Politische Hintergründe
Wehrhafte Schweiz wurde initiiert vom Eidgenössischen Militärdepartement und produziert von Hauptmann Hans Hausamann, zugleich Chef eines privaten Geheimdienstes namens „Büro Ha“. Der gebürtige Appenzeller galt zu seiner Zeit, wie Hervé Dumont vermerkt, als „eine zwiespältige, irritierende, arrogante und faszinierende Persönlichkeit“. Er trete „fanatisch für Nationalismus und Militarismus ein. Sein Hass auf Linke und Pazifisten treibt diesen bissigen Antisemiten in zweifelhafte Gesellschaft“. Hausamann war auch Pressechef der Schweizerischen Offiziersgesellschaft und agitierte stetig gegen die heimische, so genannte rote Presse. Gegenüber dem deutschen Nationalsozialismus zeigte er sich einerseits äusserst aufgeschlossen. Dies schien Hausamann jedoch andererseits nicht daran zu hindern, den deutschen Emigranten und Juden Ernst Iros (1885–1953), seines Zeichens Drehbuchautor, Schriftsteller, Journalist und Dramaturg, der seit 1935 im schweizerischen Montreux lebte, an der Erstellung des Drehbuchs zu beteiligen.

## Rezeption
Der Film war, finanziell betrachtet, ein grosser Erfolg. Dumont nennt Wehrhafte Schweiz einen „technisch einwandfreien“ Film: „rhythmisch gestaltete Erzählung, kohärenter Aufbau, aussagekräftige Bilder ohne Überzeichnung. (…) Seine brennende Aktualität verhilft dem Film zu unerwartetem Publikumserfolg – 17 Wochen Spielzeit in Zürich, 6 in Bern und St. Gallen, 5 in Basel –, der bezüglich Haller als Regisseur Illusionen weckt. Die wenigen Studioszenen erfordern indes keine Inszenierungskünste.“
Auch der Oberbefehlshaber der Schweiz, General Henri Guisan, zeigte sich erfreut über das filmische Resultat. Wehrhafte Schweiz zeige, „dass nicht nur unsere Soldaten an ihren Posten stehen, sondern auch die nicht eingezogenen Männer, ja auch unsere Schweizer Frauen und unsere Jugend. Er zeigt, wie alle ihr Bestes geben für das Vaterland“.